# Albert Allen Bartlett
Albert Allen Bartlett (Shanghái, 21 de marzo de 1923-Boulder, Colorado, 7 de septiembre de 2013) fue un profesor emérito de física de la Universidad de Colorado en Boulder, USA. Entre septiembre de 1969 y julio de 2001 había disertado unas 1,742 veces sobre Aritmética, población y energía. Bartlett afirmaba que la expresión "crecimiento sostenible" es un oxímoron, dado que incluso un porcentaje modesto de incremento anual de población conducirá a un crecimiento exponencial en periodos de tiempo sostenidos. Por eso consideraba la superpoblación humana el mayor reto que afrontaba la humanidad.

## Carrera profesional
Bartlett obtuvo un B.A. en física en la Universidad Colgate (1944), y un A.M. (1948) y Ph.D. (1951) en física en la Universidad de Harvard. Bartlett ingresó en la Universidad de Colorado en Boulder en septiembre de 1950.

## Crecimiento poblacional

Curva de la población humana que muestra el crecimiento exponencial.

El profesor Bartlett explicaba a menudo que el crecimiento sostenible es una contradicción. Su opinión se basaba en que un crecimiento de bajo porcentaje se convertirá en un ascenso pronunciado en periodos de tiempo relativamente cortos.
Bartlett sostenía que, al cabo del tiempo, el crecimiento compuesto puede conducir a incrementos enormes. Por ejemplo, un inversor que obtenga un retorno de su inversión del 7% anual se encontrará con que doblará su capital cada 10 años. Pero el poder del crecimiento exponencial, tan ventajoso para los inversores pacientes, puede ser calamitoso cuando se aplica a la población humana. Una población de 10.000 individuos, si creciera al 7% anual, alcanzaría la cifra de 10 millones de personas al cabo de 100 años.
Bartlett consideraba que la superpoblación era el mayor reto que afrontaba la humanidad, y promovía un modo de vida sostenible. Se oponía a la escuela de pensamiento cornucopiano (defendida por personas como Julian Lincoln Simon), y se refería a ellos como la "Asociación de la Nueva Tierra Plana".
J. B. Calvert (1999) propuso que la ley de Bartlett conducirá al agotamiento de los recursos petroquímicos debido al crecimiento exponencial de la población mundial, en línea con el modelo de crecimiento maltusiano.
Bartlett hizo dos afirmaciones notables relativas a la sostenibilidad:

"El mayor defecto de la especie humana es nuestra dificultad para entender la función exponencial."

y su Gran Desafío:

"¿Puedes citar algún problema de cualquier parcela del comportamiento humano, a cualquier escala, de microscópica a global, cuya solución a largo plazo se pueda demostrar que mejora gracias al crecimiento de la población a nivel local, nacional o global?"

## Libros
- The Essential Exponential For the Future of Our Planet a collection of essays by Professor Bartlett (2004). Center for Science, Mathematics and Computer Education, University of Nebraska-Lincoln. ISBN 0-9758973-0-6[10]